# アルベルト・ボウツ
アルベルト・ボウツ または アルブレヒト・ボウツ（Albert Bouts または Albrecht Bouts、名は Aelbrechtや Aelbertとも 、1452年から1460年の間の生まれ、1549年に没）は、フランドルの画家である。宗教画を描いた。有名な画家ディルク・ボウツの息子である。

## 略歴
ルーヴェンで有名な画家、ディルク・ボウツ(1410/1420-1475)の息子に生まれた。兄のディルク・ボウツ2世(Dirk Bouts de Jongere: c.1448-1491)も画家になった。父親から絵を学び、父親が亡くなった後はヘントなどで活動していた画家のフーゴー・ファン・デル・グース(c.1440-1482)のもとで修行したと推定されている。1479年までには、ルーヴェンに戻りその後は、おもにルーヴェンで働き、多くの教会から注文を受けた。
父親やファン・デル・グースが描いた題材で作品を描き、後により鮮明な色使いなど自らのスタイルを示したが、その技量は父親に及ばなかったとされてきた。キリストの受難や悲しみの聖母といった題材の祭壇画を多く制作した。1524年にルーヴェンの画家組合の役員であった記録がある。
1549年にルーヴェンで没した。2度結婚したが子度はいなかった。
代表作の一つの現在ブリュッセルのベルギー王立美術館に収蔵されている「聖母被昇天(De hemelvaart van Maria)の三面祭壇画」は長らく作者不明とされてきた。19世紀になってルーヴェンの建築家がアルベルト・ボウツの作であるという説を発表し、1890年に美術史家が絵の側面の証拠の痕跡を発見し、ボウツの作であることが確定した。その後もいくつかの作品がアルベルト・ボウツの作品であることが知られることになった。

## 作品

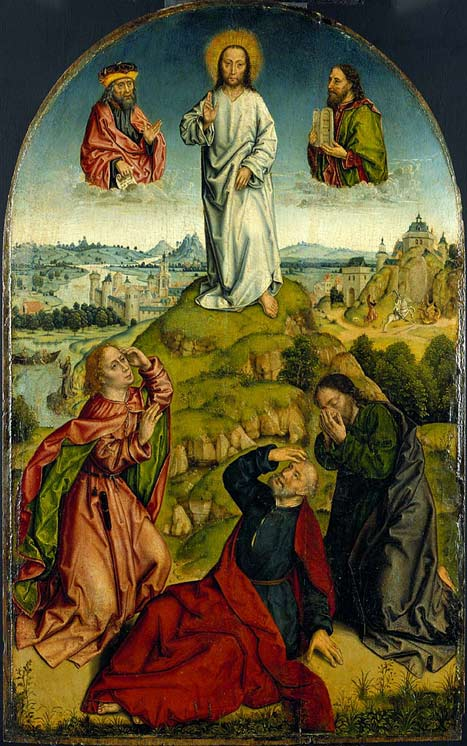
「キリストの変容」 フィッツウィリアム美術館
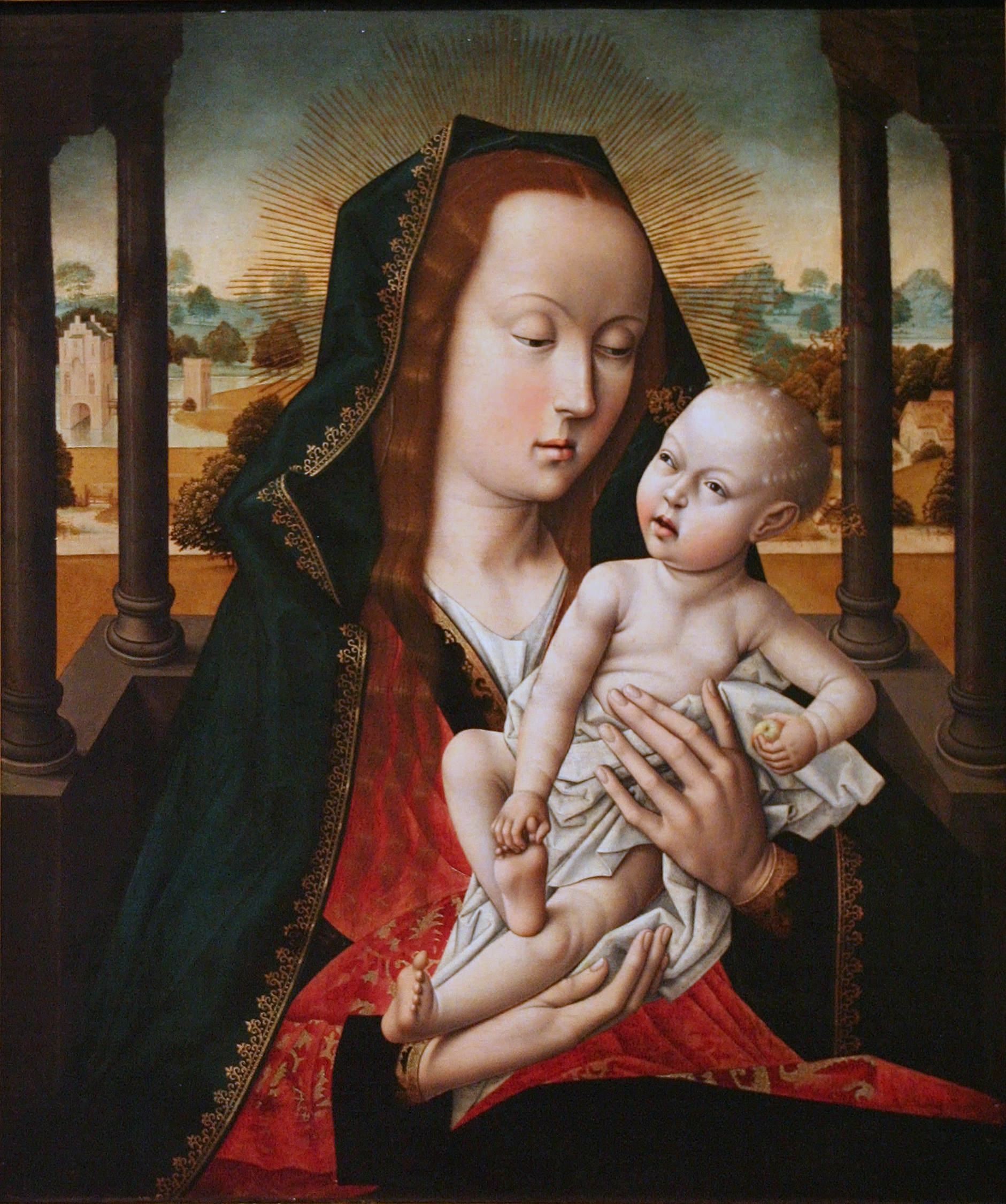
「聖母子」 (c.1500) M – Museum Leuven
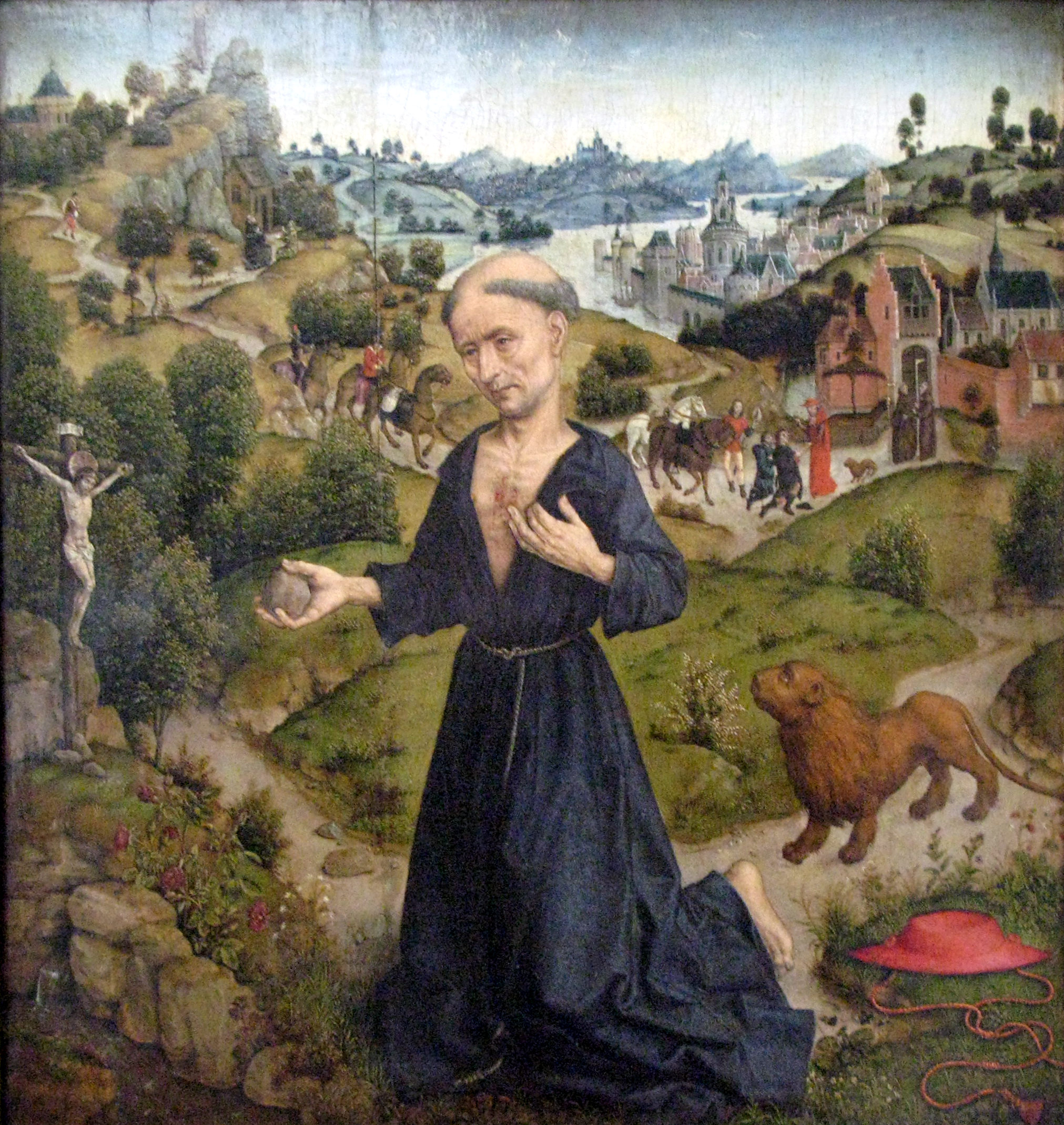
「悔悛する聖ヒエロニムス」
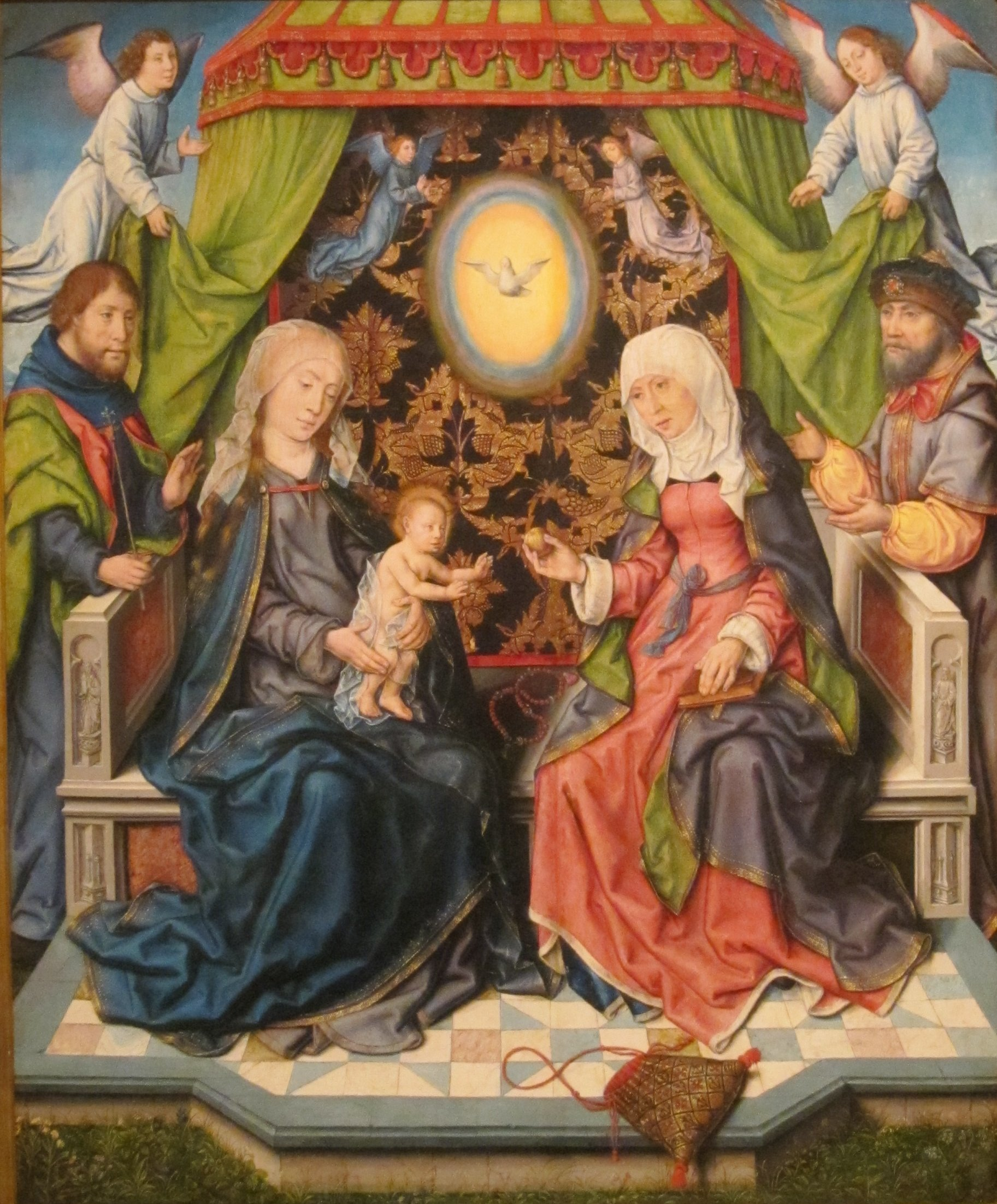
「聖家族」 (c.1520) ホノルル美術館

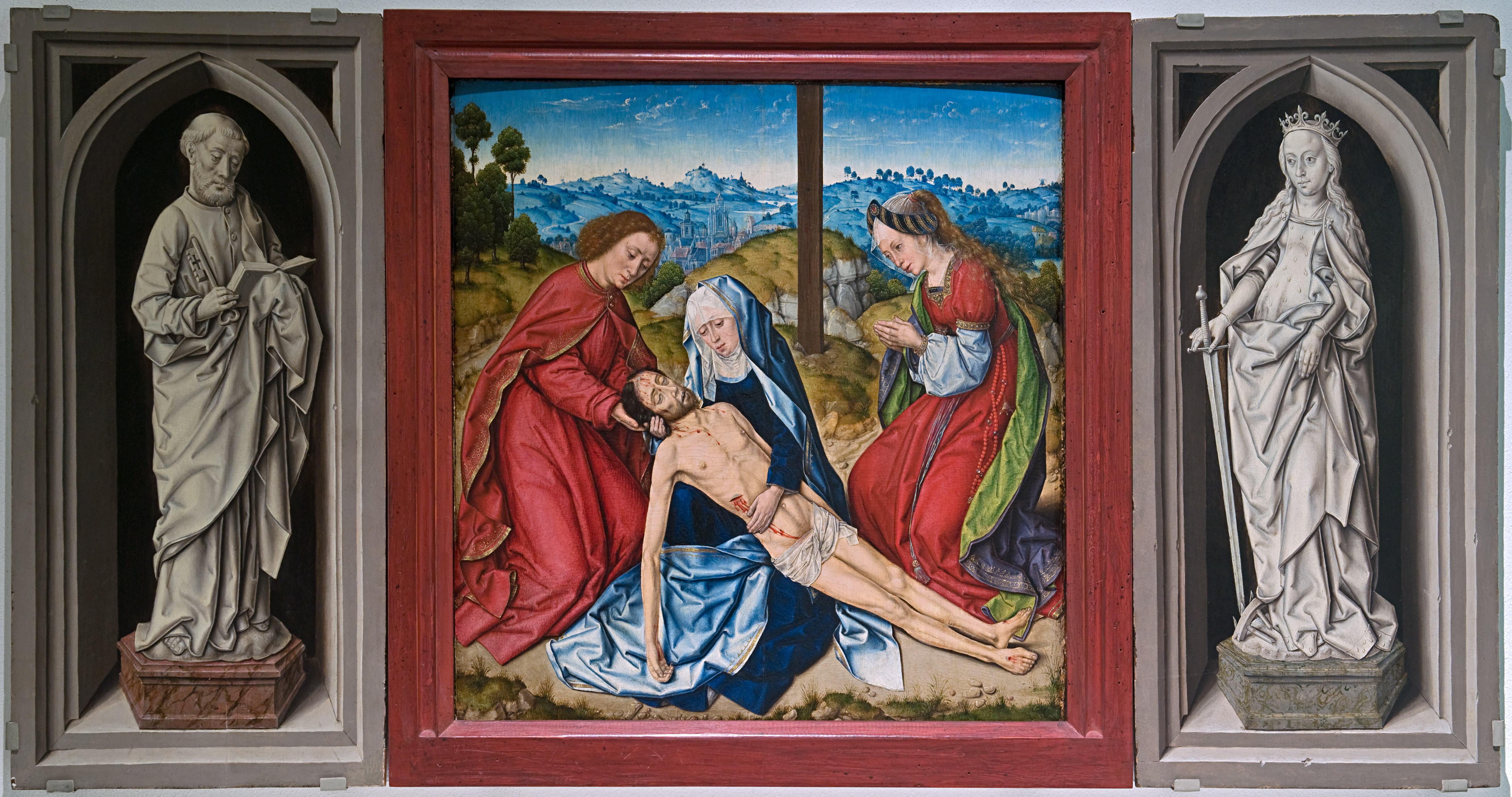
「キリストの哀悼」 (c.1520) Historisches Museum Frankfurt
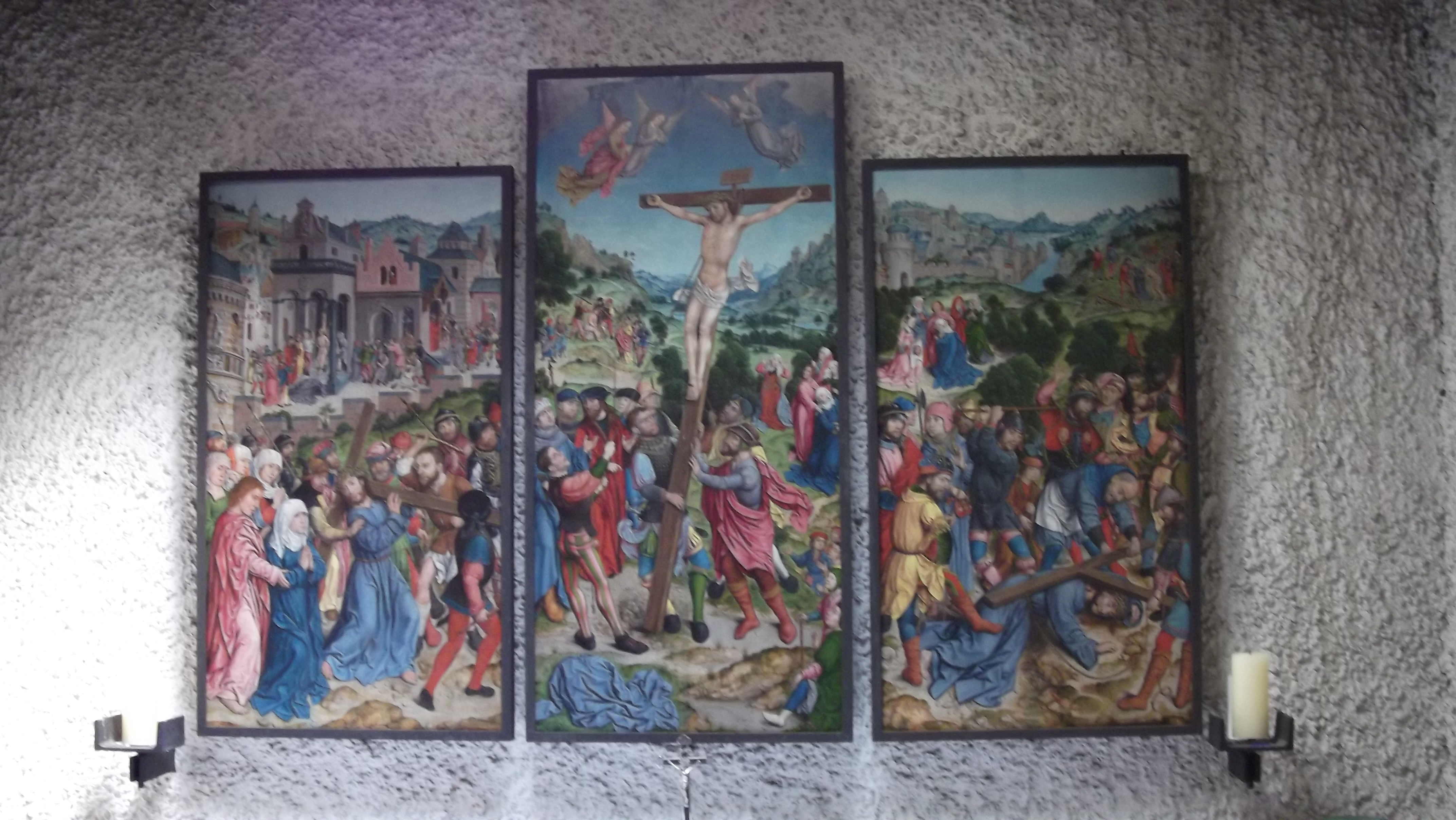
ブレゲンツの修道院の装飾画
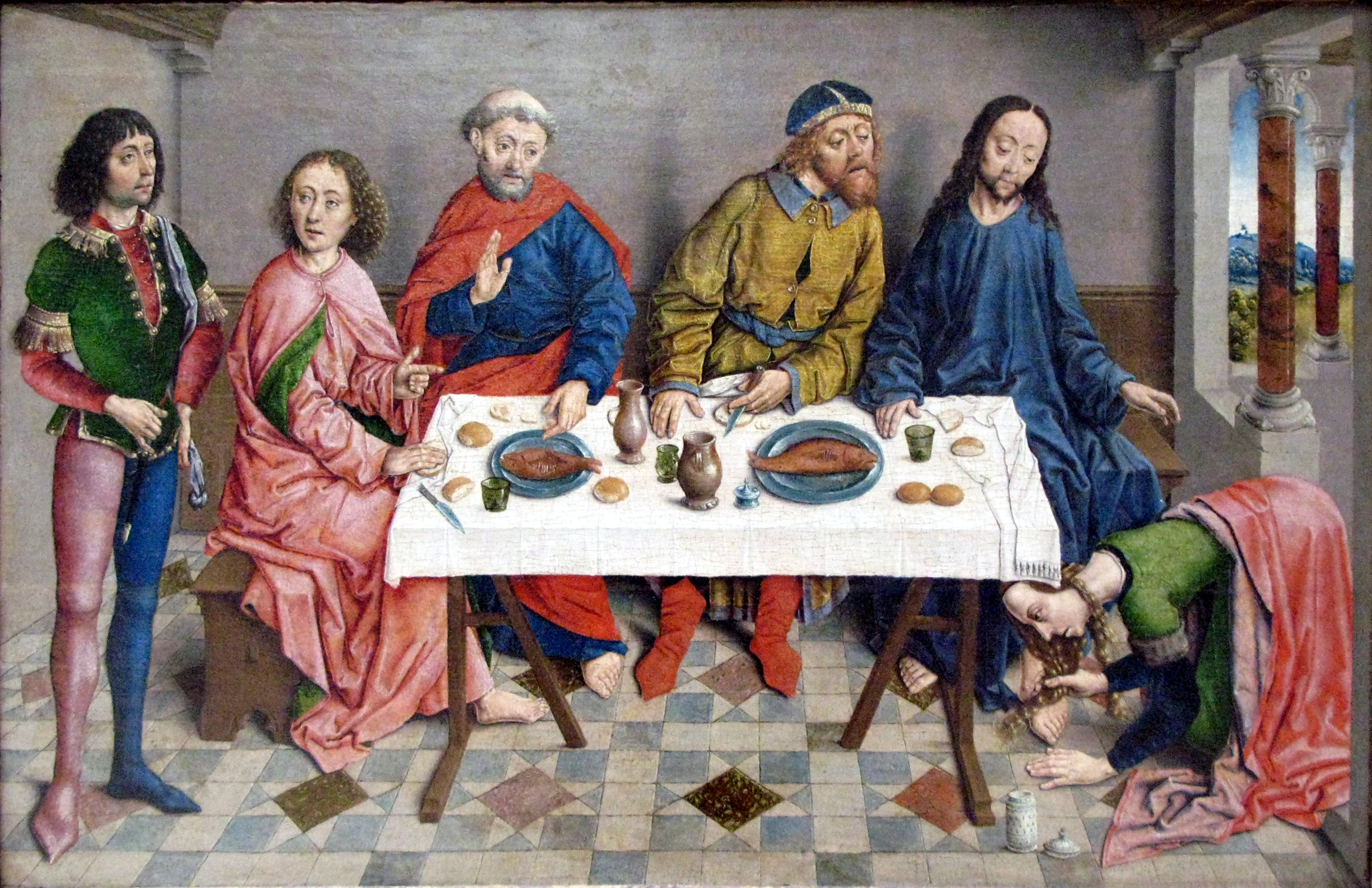
キリストをもてなすパリサイ人シモン